# Julián Elizalde
Julián Elizalde és un director de fotografia espanyol. Al III Premis Barcelona de Cinema fou nominat al premi a la millor fotografia pel seu treball a Cambra obscura (2003). Als Premis Gaudí de 2011 fou nominat a la Millor fotografia per Herois. El seu treball a No todo es vigilia fou nominat al Camerimage i als II Premis Fénix. També ha treballat en alguns episodis per a sèries de televisió.

## Filmografia
- Lisístrata (2002)
- Nines russes (telefilm, 2002)
- Cambra obscura (2003)
- Àngels i Sants (sèrie de televisió, 2006)
- Mentiras piadosas (2008)
- Los misterios de Laura (2009)
- Herois (2010)
- Barcelona, abans que el temps ho esborri (2010)
- 100 Years of Evil (2010)
- Polseres vermelles (2011)
- El camí més llarg per tornar a casa (2014)
- No todo es vigilia (2015)
- Sé quién eres (2017)
- Hache (2019)